# Hipoplasia del nervio óptico
La hipoplasia del nervio óptico (HNO) es un defecto congénito el cual se caracteriza por la presencia de un nervio óptico pobremente/poco desarrollado. Se puede presentar en solo uno o en ambos ojos.

## Signos y síntomas
Consiste en una cantidad más baja de lo normal de axones del nervio óptico, se presenta principalmente en ambos nervios ópticos (bilateral). Cuando se presenta en solo uno (unilateral), no se diagnóstica el problema hasta mas después en la vida. Los efectos que tiene en la visión varían entre personas con esta condición, algunas son ciegas y otras tienen una agudeza visual similar a la de una persona saludable con un nervio óptico correctamente desarrollado. 
Junto con el nervio óptico mal desarrollado, también se pueden presentar otras anormalidades oculares, tales como el nistagmo o el estrabismo. 
Se puede acompañar de otras anormalidades multisistémicas, estas incluyen:
- Agenesia o hipoplasia del cuerpo calloso
- Agenesia o hipoplasia del septum pellucidum
- Disgenesis/plasia de la glándula pituitaria
- Esquizencefalia
- Heterotopia cortical
- Hipoplasia de la materia blanca
- Paquigiria
- Holoprosencefalia

Las anormalidades cerebrales, principalmente la agenesis/hipoplasia del cuerpo calloso, pueden traer como consecuencia a retrasos del desarrollo globales y discapacidades intelectuales.
De los retrasos del desarrollo, los retrasos motores son los más comunes, afectando al 75% de los niños con hipoplasia del nervio óptico, y los retrasos de comunicación son los menos comunes, afectando al 44%.

## Causas
Esta condición tiene varias causas, las cuales incluyen mutaciones genéticas, anormalidades durante la vida embrionica, etc. 
Recurrencia a dar a luz por medio de cesárea de parte de la madre, complicaciones fetales-neonatales, nacimiento prematuro, sangrado vaginal durante el embarazo, un bajo aumento de peso durante el embarazo y/o perdida de peso durante el embarazo aumentan el chance de tener un hijo con hipoplasia de nervio óptico.
Azuma et al. descubrió mutaciones en el gen PAX6, en el cromosoma 11 en pacientes suyos con hipoplasia de nervio óptico.

## Diagnóstico
Se puede diagnosticar por medio de examen oftalmológico. Esto no sería muy difícil, debido a que los nervios ópticos congénitamente pequeños (hipoplasia) tienen una apariencia diferente a los nervios ópticos que se hacen pequeños más tarde en la vida (atrofia).
Se presentaría principalmente como un nervio óptico pequeño y pálido, puede haber un halo alrededor del nervio consistiendo en materia peripapilaria amarilla, lo cual es conocido como el signo de anillo doble. También puede haber hipoplasia de las vasos sanguíneos de la retina, y adelgazamiento de la retina leve.

## Tratamiento
Esta condición no tiene una cura, pero si se puede tratar por medio de tratamientos tales como terapia física, ocupacional, y del habla para los problemas cerebrales usualmente asociados con la HNO, atención especial, etc.

## Pronóstico
Como se mencionó en la sección de síntomas, el pronóstico para la visión varia entre personas con HNO, algunas ni siquiera sabían que tenían un problema así, y otras son legal o funcionalmente ciegos

## Prevalencia
La hipoplasia del nervio óptico es la causa más común de ceguera congénita/infantil, principalmente en los Estados Unidos.
En el Noroeste de Inglaterra, 10.9 de cada 100 000 nacimientos vivos presentan hipoplasia del nervio óptico.
Entre 1980 y 1990, 7.2 de cada 100 000 nacimientos vivos en Suecia presentaban hipoplasia del nervio óptico.
Esta condición es menos común entre personas de origen étnico asiático en los Estados Unidos.